# アップル・デ・アップ
アップル・ディ・アップ（Apl.de.ap、本名：アラン・ピネダ・リンドー、1974年11月28日 - ）は、アメリカ合衆国のラッパー、音楽プロデューサー。ヒップホップグループ、ブラック・アイド・ピーズのメンバー。音楽プロデューサーとしての顔も持ち、ブレイン的メンバーのウィル・アイ・アムと共に、ブラック・アイド・ピースの作曲も取り組んでいる。名前の由来は本名の頭文字から取っている。

## プロフィール
フィリピン出身で母国語はタガログ語であり、渡米した頃は英語が全く話せなかったが、勤勉の末、タブーに「アップルは俺より英単語を知っている」とまで言わしめた。父親はアメリカ軍の黒人で、母親はフィリピン人である。アップルが生まれる前に両親は離婚し、4人の兄弟と2人の姉妹がいるが、弟の1人は自殺している。
エレファンクに収録されている曲「ジ・アップル・ソング」は、アップルの自伝的歌詞になっている。家が貧しかったので、14歳の時にアメリカ人弁護士の養子になり、故郷フィリピンからアメリカへたった1人で移住する。弟の自殺についての歌詞も書かれている。

## 人物
先述の通り、音楽プロデューサーとしても活躍しており、ブラック・アイド・ピースの楽曲でもアップルが作曲したものが数多く存在する。また、作曲する際のクレジットは、本名のAllan Pinedaを用いることが多い。タガログ語で歌っている歌もあり、Bebot(女性)、The APL songがその例である。

## ディスコグラフィー

### ソロ作品
- It's Me Applebees (2011年)

### ブラック・アイド・ピーズ
スタジオ・アルバム
- Behind the Front (1998年)
- Bridging the Gap (2000年)
- Elephunk (2003年)
- Monkey Business (2005年)
- The E.N.D. (2009年)
- The Beginning (2010年)
- Masters of the Sun Vol. 1 (2018年)
- Translation (2020年)